# Phytobia bohemica
Phytobia bohemica este o specie de muște din genul Phytobia, familia Agromyzidae, descrisă de Cerny în anul 2001. Conform Catalogue of Life specia Phytobia bohemica nu are subspecii cunoscute.